# Michael Brynntrup
Michael Brynntrup (* 7. Februar 1959 in Münster in Westfalen) ist ein deutscher Filmemacher und Videokünstler. Neben Experimentalfilmen und Videoinstallationen gehören zu seinen bekannteren Arbeiten auch Elektrografie, Digitalkunst und Netzkunstprojekte. Seit 2006 ist Michael Brynntrup Professor für Film/Video an der Hochschule für Bildende Künste Braunschweig (HBK Braunschweig).

## Leben
Michael Brynntrup (aka Brinntrup, Bryntrup) stammt aus einer alteingesessenen westfälischen Bauernfamilie bei Münster. Hier machte Brynntrup 1977 am Gymnasium Paulinum sein Abitur und studierte anschließend zunächst Rechtswissenschaft, dann Philosophie. 1981 zog Brynntrup nach Freiburg und studierte dort Literatur und Kunstgeschichte. Seine theoretische Auseinandersetzung mit der Gegenwartskunst formuliert er in dem Essay Eine Vorstudie zum Schlusspkt. (1981).
Die biografischen Angaben fasst Michael Brynntrup auf seiner Website so zusammen: „Tod des eineiigen Zwillingsbruders bei der Geburt, seither Studium der Philosophie.“ Tod, Geburt, Doppelgänger- und Wiederholungsmotive sind in fast jedem seiner Filme zu finden. Er beschäftigt sich in seinen Filmen mit Grenzüberschreitungen, Extremen und Tabus; als Experimentalfilmer untersucht er u. a. die gesellschaftliche Medienrealität (wie in dem Film E.K.G. Expositus, 2003), und versucht, eine Sprache des Films zu entwickeln, die über technische Limits, über allgemeine Sehgewohnheiten und Filmkonventionen weit hinausgeht.

## Werk und Wirkung
Auf einer mehrmonatigen Reise nach Italien (1981/82) begann er seinen ersten Film September, Wut – eine Reise (auch: Die Reise in I), den er 1982 in West-Berlin fertigstellte. Brynntrup lebt seither in Berlin. Bis zum Ende der 80er Jahre arbeitete er fast ausschließlich mit Super-8. Es entstanden Mehrfachprojektionen, Filmperformances und meist kurze Filme, die zur Blütezeit des Super-8-Formats eine weite Verbreitung fanden. Der bekannteste Film dieser Zeit ist Jesus – Der Film, ein zweistündiger Super-8-Monumentalfilm, zu dem über zwanzig Super-8-Filmemacher und -Gruppen eine Episode aus dem Neuen Testament beisteuerten (1986). Der Film wurde als „größter Kollektivfilm der deutschen Filmgeschichte“ und als „der bedeutendste Beitrag aus Deutschland zu der langen Reihe von Bibelverfilmungen“ beschrieben.
Ende der 80er Jahre entstand Der Elefant aus Elfenbein, ein Zyklus von acht Totentänzen, bei dem verschiedene Performance-Künstler in jeweils einer Episode mit einem Totenkopf agieren. Der Zyklus kam 1993 zum Abschluss mit dem 16-mm-Film Plötzlich und unerwartet – eine Déjà-Revue. Der Zyklus der Totentänze und andere frühe Filme entstanden bereits unter dem Eindruck der AIDS-Krisis. In den 90er Jahren widmete sich Brynntrup verstärkt dem Thema Homosexualität. Filme wie Aide Mémoire und Loverfilm wurden weltweit auf Gay and Lesbian Film Festivals, sowie auf Kurzfilm- und Experimentalfilm-Festivals präsentiert und gewannen zahlreiche Preise  (so z. B. den Spezialpreis der Jury der deutschen Filmkritik, Kurzfilmtage Oberhausen 1996, oder die Auszeichnung Best Experimental Work beim Images Festival Toronto 1998).
Ab Mitte der 90er-Jahre entwickelte Brynntrup mehrere Projekte für CD-ROM und andere, interaktive Medien. Der erste Film für das Internet ist KEIN FILM | NO FILM (1999), der in zwei Versionen existiert.  „Ein Film – zwei Originale: die Internet-Version 'in Online-Qualität' (www.brynntrup.de/nofilm) und die 35mm-Version: demnächst in Ihrem Festival-Kino!“ Als ein Vorläufer der Blogs gilt das Projekt TABU2000 (1994). „Für Künstler wie Michael Brynntrup gewährt erst das Internet Unabhängigkeit vom so genannten Kunstbetrieb wie Museen, Galerien, Festivals. Auf der von ihm geschaffenen Plattform stellt er sein Selbst aus. Hinter dem Titel ‚Tabu‘ verbirgt sich das Herzstück der Netzkomposition, ein Tagebuch. [...] Für den Preis von 160 Euro gibt es eine echte Papierseite aus dem Leben des Künstlers, gerahmt und signiert. Sie wird dem Käufer zugeschickt. Außerdem bekommt er ein Passwort, einen Schlüssel sozusagen, mit dem der Besitzer jenes intimen Dokuments Zugang zu allen anderen Tagebuchseiten erhält, die real verkauft und irreal im Netz zum Lesen bereit liegen.“
Brynntrups Arbeiten entziehen sich bewusst dem Kunstmarkt, wenn sie, wie z. B. TABU2000.NET, das Betriebssystem Kunst ironisch kommentieren und konterkarieren, indem sie, ohne den Umweg über Galerien, den direkten Kontakt zwischen Künstler und Publikum herstellen. Viele seiner Arbeiten vermitteln explizit autobiografische, nahezu private Inhalte, wodurch das Publikum zum Mitwisser und Kollaborateur wird (wie z. B. in Loverfilm – eine unkontrollierte Freisetzung von Information). Oft wird das Publikum von der Leinwand herunter direkt angesprochen: „Sehr verehrtes Publikum. Sie sehen jetzt...“ (so z. B. in Die Statik der Eselsbrücken). In vielen Arbeiten werden der Kinoraum und die Reaktionen des Publikums im Raum thematisiert (so z. B. in ACHTUNG – die Achtung). Dieser Aspekt wird in seinen begehbaren Videoinstallationen noch verstärkt. Für mehr als eine Dekade (seit 2001) unternahm Brynntrup jährliche Reisen nach Asien, bei denen er an der Werkgruppe 'Gelbfieber' arbeitete. Entstanden sind zahlreiche Videoinstallationen und Fotografien, die in der gleichnamigen Rauminszenierung (GELBFIEBER [Inkubation]) 2011/12 zusammengefasst und ausgestellt wurden.
Kopien seiner Filme erscheinen in nummerierter, aber unlimitierter Auflage. Nur wenige seiner eigentlichen FilmVideo-Arbeiten sind online verfügbar. Die meisten seiner Netzkunstprojekte sind auf seiner Website eingestellt, allerdings sehr versteckt in dem labyrinthischen Konstrukt der Website, die er als eigene künstlerische Arbeit bezeichnet („Hier endet das Internet“). Das Label Psych.KG veröffentlichte 2022 ein Stück aus TABU 2000, sowie Fragmente aus dem Soundtrack von Robert Henke zu Kein Film und ein Stück von Mama Baer und Kommissar Hjuler als 7-Zoll-Single. 2014 veröffentlichte Brynntrup JESUS – DER FILM – DAS BUCH, ein zweisprachiges Materialbuch zum Film. Ein weiteres Materialbuch folgte 2022 mit SUPER 8. Beide Bücher enthalten umfangreiches Bild- und Textmaterial aus Brynntrups Tagebüchern, Recherchematerial und Rezensionen zu seinen Filmen. 
Über 15 seiner Filme wurden seit 1983 bei der Berlinale in verschiedenen Sektionen (Panorama, Forum des Jungen Films, Forum Expanded) uraufgeführt. Das Museum of Modern Art New York widmete ihm mehrere Film Exhibitions (1987, 1992 und 1999). Zahlreiche Experimental- und Kurzfilmfestivals zeigten Retrospektiven seiner Arbeiten (z. B. das Internationale Kurzfilm-Festival Hamburg, 1988 und das Tampere International Short Film Festival, 2004).

## Ausstellungen (Auswahl)
- 1985 VIELE TIERE FRESSEN IHR NACHGEBURT AUF, Interfilm 3, Kino Eiszeit Berlin
- 1986 MISSIONSTOURNEE, Jesusfilm-Tour durch 40 Städte der BRD
- 1987 Cineprobe, Werkschau, The Museum of Modern Art, New York
- 1988 SO SIEHT EIN PRISE AUS, Internationales Kurzfilm-Festival Hamburg, Werkschau, Hamburg
- 1991 Gastreise Nederland, Tour durch 10 Städte in den Niederlanden
- 1992 LEBENDE BILDER – still lives, Werkschau, The Museum of Modern Art, New York
- 1996 HERZSOFORT.SETZUNG, Stuttgarter Filmwinter, Ausstellung im Künstlerhaus Stuttgart
- 1999 HIER ENDET DAS INTERNET, internet, Berlin
- 2002 ACHTUNG, „Rotes Foyer“ im Kino Arsenal, Berlin
- 2003 São Paulo Int’l Short Film Festival, Werkschau, São Paulo
- 2003/04 KINOUT/STILLING, Riksutstillinger 21 Kunstvereine, Norwegen
- 2004 Tampere International Short Film Festival, Werkschau „Up Close And Personal“, Tampere
- 2005 Festival Paris Cinéma, Werkschau „Focus on Director“, Paris
- 2006 HOTEL EUROPA LTD., KOFIC Namyangju Studios, Korea
- 2007 EXiS – Experimental Film and Video Festival, Werkschau, Seoul
- 2011 GELBFIEBER, Ausstellung in der Galerie M, Berlin
- 2011 Internationales Filmfest Braunschweig, Werkschau, Braunschweig
- 2011 KLEX – Kuala Lumpur Experimental Film and Video Festival, Werkschau, Kuala Lumpur
- 2012 GELBFIEBER (Inkubation), Ausstellung in der Hochschulgalerie der HBK Braunschweig
- 2014 Relikte und Reliquien, Ausstellung in der Deutschen Kinemathek
- 2016 All You Can Eat (and more), Không [Mặc] Gì Cả - Nothing [On] Exhibition, The Cube Saigon, Vietnam

## Filmografie (Auswahl)
- 1982: September, Wut, eine Reise
- 1983: Der Rhein – ein deutsches Märchen
- 1983: Todesstreifen – ein deutscher Film
- 1983–85: So sieht eine Prise aus
- 1984: Handfest – freiwillige Selbstkontrolle
- 1986: Veronika (vera ikon)
- 1986: Testamento Memori
- 1986: Jesus – Der Film
- 1991: Liebe, Eifersucht und Rache (mit BeV StroganoV)
- 1986–89: Iss doch wenigstens das Fleisch auf
- 1987: Höllensimulation – frei nach Platos Höhlengleichnis
- 1989: Narziss und Echo (mit Tima die Göttliche, Helge Musial)
- 1990: Die Statik der Eselsbrücken
- 1989–93: Homo Erectus
- 1993: All you can eat
- 1993: Plötzlich und unerwartet – eine Déjà-Revue (mit Mara Mattuschka, Udo Kier, Ichgola Androgyn)
- 1995: Aide Mémoire – ein schwules Gedächtnisprotokoll (mit Jürgen Baldiga)
- 1996: Loverfilm – eine unkontrollierte Freisetzung von Information
- 1998: Tabu V (wovon man nicht sprechen kann)
- 1999: NY ’NY ’n why not (mit Kaspar Kamäleon)
- 2000: Netc.Etera – der Film zum Film
- 2000: Kein Film | No Film
- 2001: Achtung – die Achtung (concentration chair, mit Mario Brendel, Ron Athey, Harry Toste)
- 2002: Stummfilm für Gehörlose (online)
- 2003: E.K.G. Expositus (die öffentlichen und die künstlerischen Medien)
- 2004: Blue Box Blues (die Inszenierung einer Fotografie)
- 2005: Das Ovo (Ovo – das Video, mit Ovo Maltine)
- 2005: The Hong Kong Showcase (eine Fallstudie)
- 1999–2006: Gender Agenda
- 2006: Tabu2000.net
- 2007: Face It! (Cast Your Self)
- 2010: IMAGEFILM_101010
- 2011: Totale Mondfinsternis über dem Meer
- 2016: selfencoding
- 2017: Siebenundsiebzig Vulkan
- 2018: WELCOME, Welcome World
- 2020: AND EVERYBODY (satu dua tiga)

## Preise und Stipendien (Auswahl)
- 1987 Beste Produktion, Internationales Super-8-Festival Caracas
- 1990 Preis der Deutschen Filmkritik für den experimentellen Film, EMAF, Osnabrück
- 1991 Preis der Deutschen Filmkritik für den Kurzfilm, Kurzfilmtage Oberhausen
- 1993 Arbeitsstipendium der Stiftung Kunstfonds
- 1997 Niedersächsischer Förderpreis für den Bereich Film
- 1998 New York Film Academy Award, Internationale Filmfestspiele Berlin
- 1998 Best Experimental Work. Images Festival, Toronto
- 1999 Special Teddy Award (ex aequo), Internationale Filmfestspiele Berlin
- 2002 New Voices Competition Winner, Digifest – interactive digital media festival Toronto
- 2002 Arbeitsstipendium der Stiftung Kulturfonds
- 2004 Grand Jury Prize for Best New Media Work, eKsperim[E]nto Festival, Manila
- 2012 Förderung Filmisches Erbe der Filmförderungsanstalt (FFA)